# اسکات گریفیث
اسکات گریفیث (انگلیسی: Scott Griffiths؛ زادهٔ ۲۷ نوامبر ۱۹۸۵) بازیکن فوتبال اهل بریتانیا است.
از باشگاه‌هایی که در آن بازی کرده‌است می‌توان به باشگاه فوتبال پیتربورو یونایتد، باشگاه فوتبال کراولی تاون، باشگاه فوتبال روترهام یونایتد، باشگاه فوتبال ووکینگ، باشگاه فوتبال لوتون تاون، باشگاه فوتبال چسترفیلد، باشگاه فوتبال اولی، باشگاه فوتبال داگنم و ردبریج، و باشگاه فوتبال پلیموث آرگیل اشاره کرد.
وی همچنین در تیم ملی فوتبال England C بازی کرده‌است.